# Владимир Тенев (бизнесмен)
Владимир (Влад) Тенев е американски предприемач и милиардер от български произход, съосновател (заедно с Байджу Бхат) на компанията за финансови услуги Robinhood.

## Ранен живот
Тенев е роден в България. Родителите му емигрират в САЩ, докато той е още малко момче. И двамата му родители работят за Световната банка, а той е отрасъл във Вашингтон. Учи във Висшето училище за наука и техника „Томас Джеферсън“.
Завършва математика в Станфордския университет, където се запознава с Байджу Бхат, син на индийски емигранти. Владимир започва докторантура по математика в UCLA, но напуска, за да работи с Бхат.

## Кариера
През 2013 г. Тенев и Бат съвместно основават платформата за финансови услуги Robinhood.
След финансовия преглед през май 2018 г., който увеличава оценката на Robinhood до $6 млрд., Тенев и Бат стават милиардери.